# پایتون گیت
پایتون گیت، واکنش طعنه‌آمیز کاربران شبکه‌های اجتماعی به سخنان داوود دومیری گنجی، استاد دانشگاه صنعتی بابل، در جلسه با سید ابراهیم رئیسی، رئیس‌جمهور ایران، است. در این جلسه دومیری گنجی می‌گوید با برنامهٔ پایتون می‌توان تحولات آینده در زمینه‌های مختلفی همچون نظامی، سیاسی و اقتصادی را پیش‌بینی کرد. او از پایتون که یک زبان برنامه‌نویسی است به عنوان «یک شبکه قدرتمند جهانی» نام می‌برد. این اظهارات و توصیفات بی‌پایه و اشتباهی که از زبان برنامه‌نویسی پایتون می‌شود، موجی از انتقادات در میان چهره‌های دانشگاهی، سیاسی و فعالان مدنی به دنبال داشت.

## جلسه
ویدیویی روز چهارشنبه ۲۳ فروردین ۱۴۰۲ از برنامه‌ای با عنوان «نشست با جمعی از دانشمندان یک درصد برتر جهان» در شبکه‌های اجتماعی منتشر شد که نشان می‌دهد داوود دومیری گنجی، استاد دانشگاه صنعتی بابل، از پایتون که یک زبان برنامه‌نویسی است به عنوان «یک شبکهٔ قدرتمند جهانی» نام می‌برد که با استفاده از آن می‌توان روندهای آینده را در حوزه‌هایی از پزشکی تا سیاسی، پیش‌بینی کرد. در این جلسه سید ابراهیم رئیسی از سخنان داوود دومیری گنجی استقبال و یاداشت برداری کرد و قول پیگیری داد.
عبارت «دانشمندان یک درصد برتر جهان» ترجمه غلط «highly cited researchers» است که معنای درست آن «پژوهشگران پراستناد» می‌شود، چهره‌هایی که مقالاتشان با توجه به ارجاعات متعددی که به آنها داده می‌شود در مقایسه با سایر مقالات جزو یک درصد برتر هستند.

## واکنش‌ها
محمد فاضلی، جامعه‌شناس و استادیار سابق دانشگاه شهید بهشتی، به این رخداد واکنش نشان داد و در توییتر نوشت «باید ترسید از هزاران جلسه‌ای که در آنها مقامات در معرض دانشمندان پایتونی قرار می‌گیرند؛ پایتونیسم منطق برنامه‌ریزی می‌شود؛ و سیاست‌های پایتونی پنهان و آشکار وضع و اجرا می‌شوند.»
محمود صادقی، عضو پیشین مجلس شورای اسلامی، در صفحه شخصی خود در توییتر، این سخنان را نشان‌دهنده «سطح نخبگانی دانست که به دولت مشورت می‌دهند.» عباس صالحی، وزیر پیشین فرهنگ و ارشاد اسلامی، نیز نسبت به پیامدهای ترویج جعلیات و ادعاهای غیرعقلانی در سطوح عالی کشور هشدار داد.
سید محمد طبیبیان، اقتصاددان نیز نوشت «این دانشمند نمی‌داند که پایتون یک نرم‌افزار کدنویسی کامپیوتر معمولی و متعارف است و بسیاری از دانشجویان دوره کارشناسی داخل هم با آن آشنا هستند. یک شبکه جهانی نیست و هیچ‌کدام از کارهایی هم که ایشان فکر می‌کند را انجام نمی‌دهد. اگر این ردیف برتر یک درصد دانشمندان جهان هستند تو خود حدیث مفصل بخوان در مورد بقیه ۹۹ درصد.»
سعید محمد، فرمانده پیشین قرارگاه خاتم‌الانبیا نوشت «سیا برای فروپاشی یکی از کشورهای بلوک شرق در جنگ سرد، یک جاسوس را در بالاترین سطح در سیستم انتصابات آن کشور نفوذ داده بود که مأموریت وی به‌کارگیری افراد ناکارآمد و غیر متخصص در پست‌های کلیدی بود.»